# Glypta jacintana
Glypta jacintana är en stekelart som beskrevs av Dasch 1988. Glypta jacintana ingår i släktet Glypta och familjen brokparasitsteklar. Inga underarter finns listade i Catalogue of Life.